# Свети мученици Зографски
Свети Зографски мученици су 22 православна монаха и 4 православна мирјана који су пострадали у светогорском манастиру Зографу, Византијско царство, 1276. године.
Живели су у време цара Михаила VIII Палеолога (1258-1282 г.) који је у то време с папом склопио Лионску унију 1274. године, у нади да ће од њега добити помоћ у борби против Бугара, Срба и латина. Светогорски монаси су одбили да приме унију и послали су цару протест против те уније и савет, да је одбаци и да се врати Православљу. Папа је послао војску у помоћ Михаилу, и та војска је ушла на Свету Гору и разорила и опљачкала многе манастире. Обесили су светогорског Прота и убили многе монахе у манастирима Ватопеду, Иверу и многим другим, Напали су и манастир Зограф. Блажени игуман зографски Тома објавио је претходно братији, да ко жели мученику смрт нека остане. Остало је њих укупно 26, и то 22 монаха, са игуманом својим, и 4 мирјана, који су били манастирски радници. Затворили су се у манастирску пирг-кулу. Ту су их крсташи све живе запалили. Док је кула горела певали су Псалме и Акатист Пресветој Богородици, и сви часно страдалуи 10. октобра 1282. године. Исте године у децембру умро је и цар Михаил, против кога се, a y заштиту Православља, дигао српски краљ Милутин. Цару Михаилу у овој унији подршку да и цариградски патријарх Јован Век, али је и он убрзо свргнут и осуђен од стране православног сабора у Цариграду.
Свети мученици су: игуман Тома и монаси Варсонофије, Кирило, Михеј, Симон, Иларион, Јаков, Јов, Кипријан, Сава, Јаков, Мартинијан, Козма, Сергије, Мина, Јоасаф, Јоаникије, Павле, Антоније, Јевтимије, Дометијан, Партеније. Уз њих су страдала и четворица мирјана, чија имена нису позната. 
Православна црква се молитвено сећа Зографских мученика 10. октобра. Њихов спомен у Светој Гори врши се још и у недељу по Недељи Свих Светих.
Мученици се помињу у средњовековном „Житију о зографским мученицима”, сачуваној у рукопису из 17. века, који је руски научник Виктор Григорович пронашао у тадашњем селу (данас град) Шипка. Рукопис се чува у Руској државној библиотеци у Москви.
Текст житија, који су првобитно објавили Константин Радченко и Јордан Иванов, преведен је на бугарски и енглески.